# Ministerio del Poder Popular para Transporte Acuático y Aéreo
El Ministerio del Poder Popular para Transporte Acuático y Aéreo (MPPTAA o MTAA) fue un ministerio del gobierno de Venezuela. Tuvo su sede en el 12.º piso de la Torre Pequiven en Chacao, Caracas.
Las agencias del ministerio eran la Dirección General para la Prevención e Investigación de Accidentes Aeronáuticos (que investiga accidentes aéreos), la Dirección General para la Prevención e Investigación de Accidentes Acuáticos (que investiga accidentes acuáticos), y otros. Los organismos adscritos eran Conviasa y otros. La Junta Investigadora de Accidentes de Aviación Civil fue la agencia que había investigado incidentes y accidentes aéreos de aeronaves civiles. 
En noviembre de 2011, el Ministerio del Poder Popular para el Transporte y Comunicaciones se dividió este último, alegando que se había convertido en un "ministerio monstruo", y creó el Ministerio del Poder Popular para el Transporte Terrestre y el MPPTAA.

## Estructura del Ministerio[6]
- Viceministerio para el Transporte Acuático
- Viceministerio para el Transporte Aéreo

### Órganos y Entes Adscritos al Ministerio

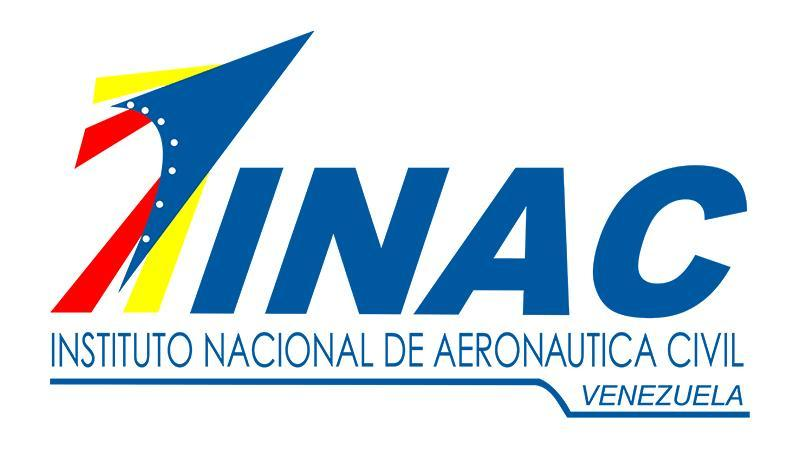
Logo del INAC

- Instituto Nacional de Aeronáutica Civil
- Junta Investigadora de Accidentes de Aviación Civil
- Conviasa
- Bolivariana de Puertos S.A
- Instituto Nacional de los Espacios Acuáticos (INEA)
- VENAVEGA
- Bolivariana de Aeropuertos S.A

## Ministros
| Orden | Nombre                  | Período     | Presidente     |
| ----- | ----------------------- | ----------- | -------------- |
| 1     | Elsa Gutiérrez          | 2011 - 2013 | Hugo Chávez    |
| 2     | Hebert García           | 2013 - 2014 | Nicolás Maduro |
| 3     | Luis Graterol Caraballo | 2014        | Nicolás Maduro |
| 4     | Giuseppe Yoffreda       | 2014 - 2016 | Nicolás Maduro |